# Microcyclus
Genre
Microcyclus est un genre de champignons ascomycètes de la famille  des Planistromellaceae.

## Liste d'espèces
Selon Catalogue of Life (15 juillet 2015) :
- Microcyclus achalensis (Speg.) Arx 1962
- Microcyclus amphimelaena (Mont.) Arx 1962
- Microcyclus angolensis Sacc., Syd. & P. Syd. 1904
- Microcyclus argyreiae M.S. Patil 1980
- Microcyclus atropunctus (Starbäck) E. Müll. & Sanwal 1954
- Microcyclus canthii (Hansf.) Sivan. 1975
- Microcyclus coccolobae Vittal 1956
- Microcyclus fertilissimus (Syd.) Arx 1962
- Microcyclus gastrolobii (Henn.) Arx 1962
- Microcyclus halleriae Marasas & Rabie 1966
- Microcyclus indicus Tilak 1959
- Microcyclus kamatii A. Pande 2008
- Microcyclus kawagoii (Hara) M.E. Barr 1996
- Microcyclus niaouli B. Huguenin 1969
- Microcyclus oxylobii (Henn.) Arx 1962
- Microcyclus pandani B. Huguenin 1964
- Microcyclus phoebes K. Ramakr. 1955
- Microcyclus placodisci Sivan. 1970
- Microcyclus porlieriae (Rehm) P.F. Cannon, Carmarán & A.I. Romero 1995
- Microcyclus pruni T.Z. Li & W.H. Hsieh 1991
- Microcyclus stuebelii (Henn.) E. Müll. & Sanwal 1954
- Microcyclus tinctoria (Tul.) Arx 1962
- Microcyclus ulei (Henn.) Arx 1962
- Microcyclus uvariae (Hansf.) Sivan. 1975

Selon Index Fungorum (15 juillet 2015) :
- Microcyclus achalensis (Speg.) Arx 1962
- Microcyclus amphimelaena (Mont.) Arx 1962
- Microcyclus angolensis Sacc., Syd. & P. Syd. 1904
- Microcyclus argyreiae M.S. Patil 1980
- Microcyclus atropunctus (Starbäck) E. Müll. & Sanwal 1954
- Microcyclus canthii (Hansf.) Sivan. 1975
- Microcyclus coccolobae Vittal 1956
- Microcyclus coordersii Henn. 1907
- Microcyclus fertilissimus (Syd. & P. Syd.) Arx 1962
- Microcyclus gastrolobii (Henn.) Arx 1962
- Microcyclus halleriae Marasas & Rabie 1966
- Microcyclus indicus Tilak 1959
- Microcyclus kamatii A. Pande 2008
- Microcyclus kawagoii (Hara) M.E. Barr 1996
- Microcyclus kentaniensis Doidge 1948
- Microcyclus mikaniae (Henn.) Syd. 1904
- Microcyclus niaouli B. Huguenin 1969
- Microcyclus oxylobii (Henn.) Arx 1962
- Microcyclus pandani B. Huguenin 1964
- Microcyclus phoebes K. Ramakr. 1955
- Microcyclus placodisci Sivan. 1970
- Microcyclus porlieriae (Rehm) P.F. Cannon, Carmarán & A.I. Romero 1995
- Microcyclus pruni T.Z. Li & W.H. Hsieh 1991
- Microcyclus stuebelii (Henn.) E. Müll. & Sanwal 1954
- Microcyclus tinctoria (Tul.) Arx 1962
- Microcyclus ulei (Henn.) Arx 1962
- Microcyclus uvariae (Hansf.) Sivan. 1975
- Microcyclus walsurae Syd. & P. Syd. 1915

Selon Paleobiology Database (15 juillet 2015) :
- Microcyclus blairi
- Microcyclus discus
- Microcyclus intermedius
- Microcyclus leonensis
- Microcyclus lyrulatus
- Microcyclus multiradiatus
- Microcyclus praecox
- Microcyclus thedfordensis